# Takehiro Kanakubo
Takehiro Kanakubo (ur. 1 lipca 1986) – japoński zapaśnik w stylu klasycznym. Zajął piąte miejsce na mistrzostwach świata w 2010. Wicemistrz igrzysk azjatyckich w 2014. Srebrny medalista mistrzostw Azji w 2012 i 2014 roku.